# 加賀野泉
加賀野 泉（かがの いずみ、1981年8月10日 - ）は東京都出身の元タレント、元女優。身長163cm、スリーサイズはB78、W56、H82。血液型はAB型。現在は芸能界を引退し、一児の母である。

## 出演
- らぶ・ちゃっと第4話、第11話（2000年、フジテレビ）
- やまとなでしこ（2000年、フジテレビ）‐ 立川恵役
- HERO第5話（2001年、フジテレビ）
- 世にも奇妙な物語 春の特別編 「友達登録」 (2001年、フジテレビ) - イイジマミドリ 役
- 東京ラブ・シネマ最終話（2003年、フジテレビ）
- 独身3!!第9話（2003年、テレビ朝日）
- 夢みる葡萄〜本を読む女〜（2003年、NHK）- 星崎冴子 役
- 仔犬のワルツ第2話（2004年、日本テレビ）
- 金曜エンタテイメント・結婚相談員・末永卯月の推理案内状 地獄の花嫁5（2004年、フジテレビ）

| スタブアイコン | サブスタブ | この項目は、まだ閲覧者の調べものの参照としては役立たない、俳優（男優・女優）に関連した書きかけの項目です。この項目を加筆・訂正などしてくださる協力者を求めています（P:映画/PJ芸能人）。 |